# Pankreatitis
Pankreatitis je oboljenje kod kog dolazi do nekontrolisanog stvaranja enzima pankreasa, koji osim hrane počinje da uništavaju tkivo pankreasa. Bolest može biti smrtonosna i često je uzrokuje ozbiljno trovanje alkoholom.

## Spoljašnje veze
- Pankreatitis na veb-sajtu  (језик: енглески)

|  | Molimo Vas, obratite pažnju na važno upozorenje u vezi sa temama iz oblasti medicine (zdravlja). |